# ملیسا هررا

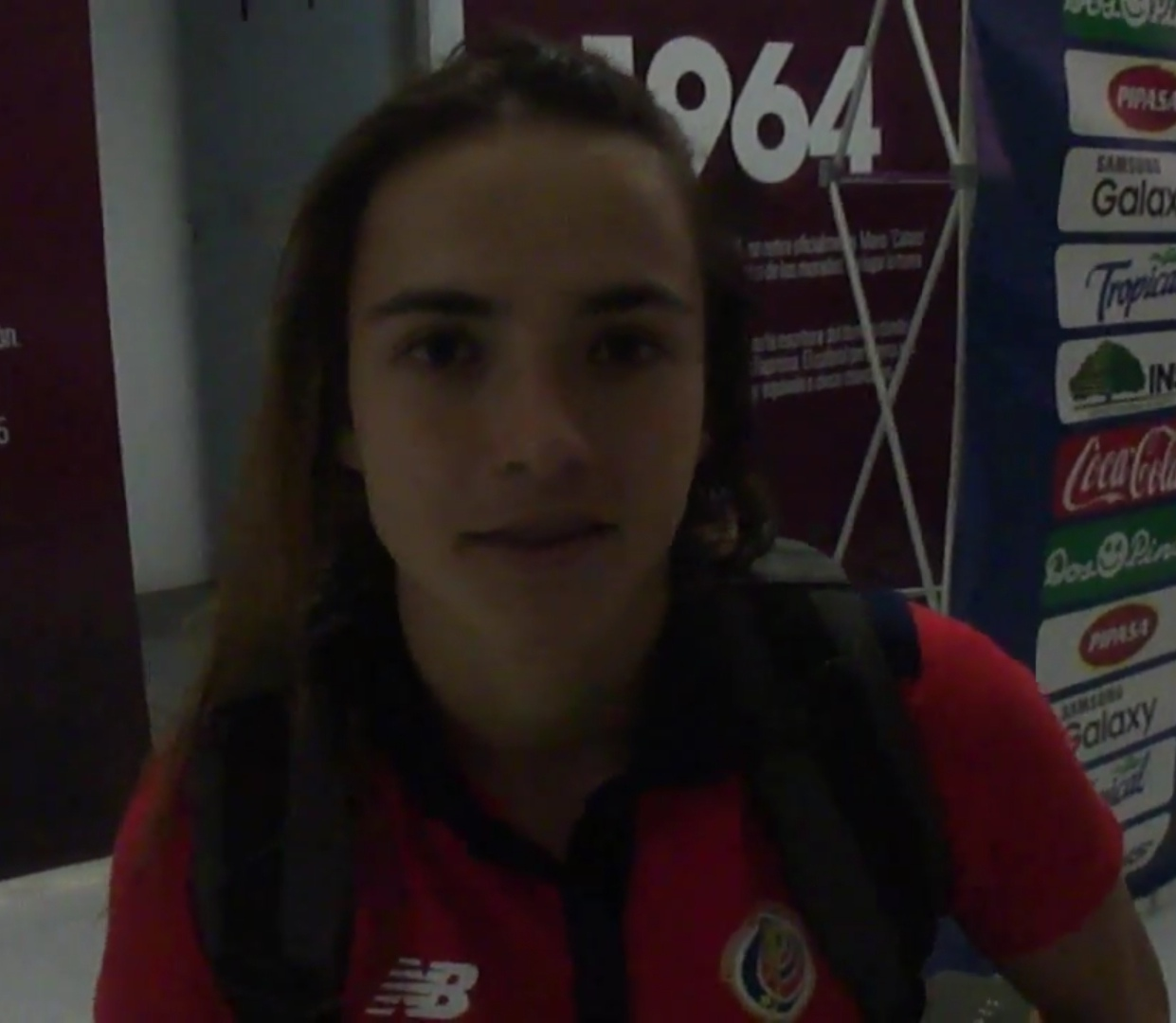
ملیسا هررا در سال 2018

ملیسا هررا (انگلیسی: Melissa Herrera؛ زادهٔ ۱۰ اکتبر ۱۹۹۶) بازیکن فوتبال اهل کاستاریکا است. وی همچنین در تیم‌های ملی فوتبال  زیر 20 سال زنان کاستاریکا و زنان کاستاریکا بازی کرده‌است.